# Конрад, војвода Лотарингије
Конрад Црвени је био војвода Лотарингије из Салијске династије, који је владао од 945. до 953.. Био је син Вернера V, грофа од Нахегауа, Шпајергау и Вормсгауа. Мајка му је била сестра њемачког краља Конрада I. Оца је наслиједио 941. те добио додатне територије у Нидагауу. Године 944. или 945. га је краљ Отон I именовао војводом Лотарингије.
Године 947. се оженио за Лиутгард, кћер Отона и Едитх, кћери енглеског краља Едварда Старијег. Са Лиутгард је имао сина Ота, каснијег војводу од Швапске и Корушке. 
Године 953. се Конрад придружио Отоновом сину, швапском војводи Лиудолфу, у устанку против Отона. За разлику од Швапске, поданици у Лотарингији се нису придружили свом војводи. Отон је побуњенике поразио, а Конраду је војводство одузето и предано Отоновом брату, келнском надбискупу Бруну I.
Већ сљедеће године се Конрад помирио са својим тастом. Учествовао је је у походу против словенског племена Украни у данашњем Укермарку. Следеће године је у учествовао у бици на Лешком пољу. Током битке је, према наводима Видукинда из Корвеја, било страховито вруће, па је у једном тренутку Конрад почео скидати оклоп како би се мало расхладио. У том тренутку га је погодила мађарска стријела у врат, а од чега је погинуо.
Конрадово тело је пренесено у Вормс, где је сахрањен у тамошњој катедрали. 

## Породично стабло
|  |                                |  |  |  |  |  |  |  |  |  |  |  |  |  |  |  |
|  | 2. Werner                      |  |  |  |  |  |  |  |  |  |  |  |  |  |  |  |
|  |                                |  |  |  |  |  |  |  |  |  |  |  |  |  |  |  |
|  |                                |  |  |  |  |  |  |  |  |  |  |  |  |  |  |  |
|  | 1. Конрад, војвода Лотарингије |  |  |  |  |  |  |  |  |  |  |  |  |  |  |  |
|  |                                |  |  |  |  |  |  |  |  |  |  |  |  |  |  |  |
|  |                                |  |  |  |  |  |  |  |  |  |  |  |  |  |  |  |
|  | 3.                             |  |  |  |  |  |  |  |  |  |  |  |  |  |  |  |
|  |                                |  |  |  |  |  |  |  |  |  |  |  |  |  |  |  |
|  |                                |  |  |  |  |  |  |  |  |  |  |  |  |  |  |  |